# Hospital Juscelino Kubitschek de Oliveira
O Hospital Juscelino Kubitschek de Oliveira (HJKO) foi um hospital brasileiro criado para atender a demanda crescente que havia no Distrito Federal, não só de operários acidentados nas construções, mas de partos, crianças e donas de casas que necessitavam de atendimento ambulatorial. Atualmente o prédio do hospital abriga o Museu Vivo da Memória Candanga.

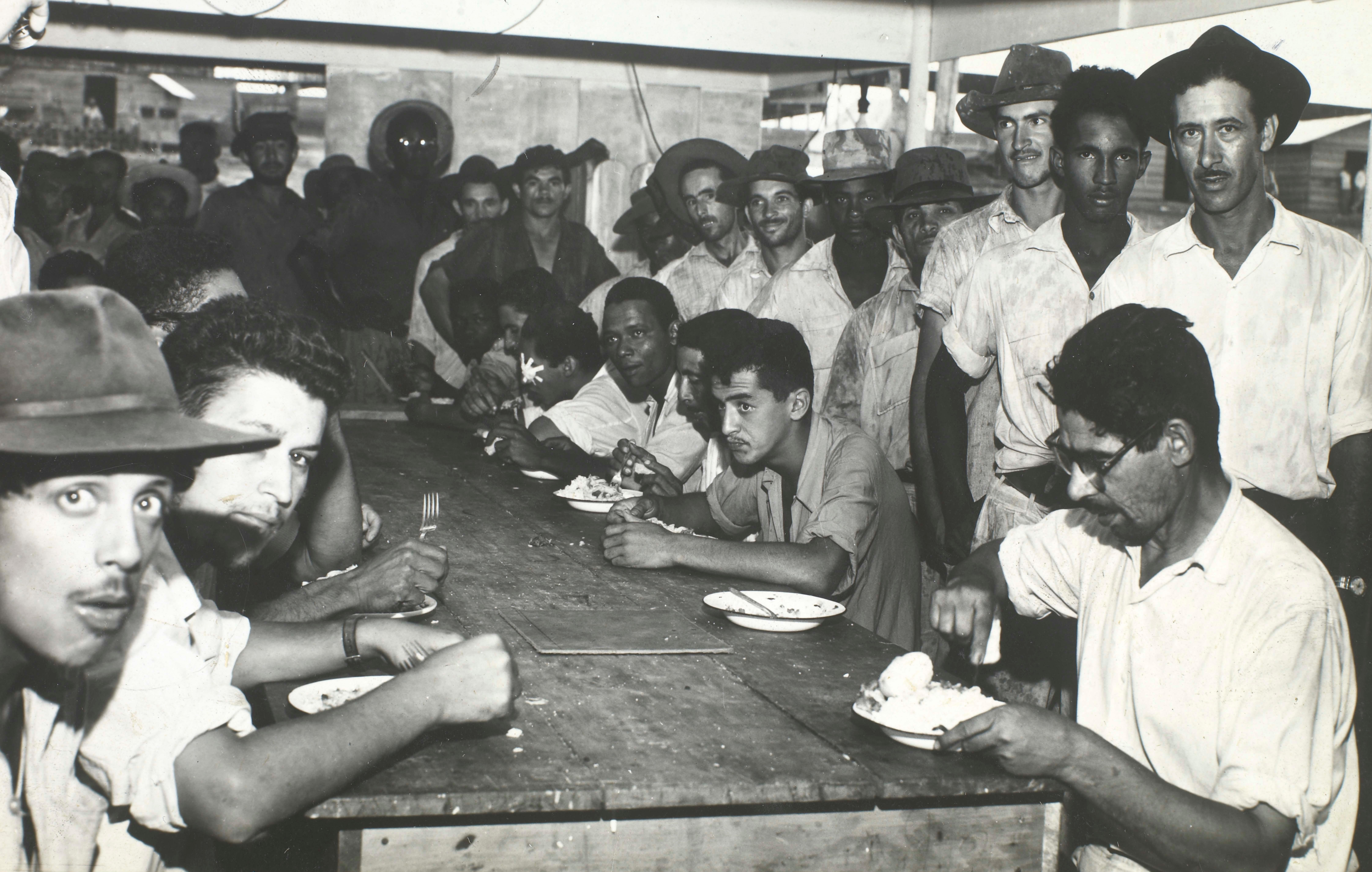
Trabalhadores da construção de Brasília, o público-alvo do Hospital Juscelino Kubitschek de Oliveira.

## Características
O conjunto do HJKO era composto por 23 edificações em madeira e incluía além do hospital, casa e alojamentos para os funcionários. As construções em madeira denotavam o caráter temporário das edificações e a urgência que o "espírito de Brasília" exigia, neste caso, o tempo de construção foi de apenas dois meses, e dessa forma, o HJKO pode ser inaugurado em 6 de julho de 1957.

## Histórico
O primeiro médico e diretor do HJKO foi o Dr. Edson Porto, que já havia sido médico no posto nos alojamentos da Novacape por isso se tornou uma figura conhecida e benquista por todos. O hospital funcionava 24 horas por dia e contava com equipamentos modernos para a época.
Com a inauguração do Hospital Distrital (atual Hospital de Base) o HJKO entrou em declínio, sendo desativado em 1974, mas os funcionários permaneceram morando nas casas irregularmente, fato que favoreceu outras invasões. Para a retomada do espaço houve um longo processo de transferência dessa população para lotes em outras regiões do Distrito Federal, e por reivindicação desses antigos moradores, o conjunto do hospital foi tombado em 13 de novembro de 1985, o conjunto arquitetônico do HJKO foi tombado pelo DEPHA – Departamento do Patrimônio Histórico e Artístico da Secretaria de Estado de Cultura do Distrito Federal. Hoje, ao lado do Catetinho, é a maior representação da arquitetura da época da construção da nova capital do país, Brasília.
O Decreto nº 9.036/1985 do Governo do Distrito Federal que instituiu  o tombamento do conjunto do Hospital JUSCELINO KUBITSCHEK DE OLIVEIRA, também permitiu o início do processo de restauro do conjunto das edificações: "sete das oito casas da alameda originalmente utilizadas como residência de médicos, quatro dos sete galpões de alojamento e de serviços, e a edificação que abrigava o atendimento hospitalar e ambulatorial", o objetivo dessa mobilização já era a implementação do Museu Vivo da Memória Candanga e das Oficinas do Saber Fazer.

### Conversão em museu
Desta forma, em 26 de abril de 1990 o MVMC foi inaugurado, já contando com a exposição permanente Poeira Lona e Concreto que conta a trajetória ocorrida para transferência da Capital para Brasília, desde que a ideia surgiu na Nova República até sua inauguração em 1960. O Acervo era composto por peças do cotidiano dos pioneiros candangos que habitaram a região do entorno do HJKO, peças do antigo hospital, além de fotografias e também móveis do antigo Brasília Palace Hotel.